# William Robinson (Politiker, 1693)
William Robinson (* 26. Januar 1693 in South Kingstown, Colony of Rhode Island and Providence Plantations; † 19. September 1751 ebenda) war ein Vizegouverneur (Deputy Governor) der Colony of Rhode Island and Providence Plantations.

## Werdegang
William Robinson, Sohn von Mary Allen und Rowland Robinson, wurde während der Kolonialzeit im Washington County geboren. Sein Vater wanderte verhältnismäßig spät nach Rhode Island ein. Er segelte von Cumberland (England) los und kam 1675 in Newport (Newport County) an. Über die Jugendjahre von William Robinson ist nichts bekannt.
Robinson diente 1724 zuerst in einem öffentlichen Amt. Er wurde Deputy in South Kingstown und diente dann in Folge acht Amtszeiten. 1735 und 1741 war er Speaker im Abgeordnetenhaus. Robinson wurde 1742 zusammen mit vier anderen durch die Assembly berufen, um festzustellen, ob der Teil von Newport mit Wäldern, wo zumeist Farmer lebten, von dem kompakten Teil von Newport, wo zumeist Kaufleute und Geschäftsleute lebten, abgesondert werden sollte. Im folgenden Jahr wurde der Teil von Newport mit Wäldern die neue Town Middletown. Robinson wurde 1745 Vizegouverneur der Kolonie und bekleidete den Posten eine einjährige Amtszeit lang. Er wurde dann 1747 für eine weitere Amtszeit wiedergewählt. Beide Male diente er unter Gouverneur Gideon Wanton.
Robinson war zweimal verheiratet. Er heiratete zuerst Martha Potter, Tochter von Sarah Wilson und John Potter. Das Paar bekam fünf gemeinsame Kinder. Nach dem Tod seiner ersten Ehefrau heiratete er Abigail Gardiner, Witwe von Caleb Hazard, und Tochter von Abigail Remington und William Gardiner. Das Paar bekam acht gemeinsame Kinder. Robinson verstarb am 19. September 1751 in South Kingstown. Er hinterließ ein sehr großes Anwesen in Wert von mehr als 21.000 Pfund Sterling. Sein Leichnam wurde auf dem Familienfriedhof in der Nähe der Village Narragansett Pier beigesetzt.